# Simon Stagg
Simon Stagg es un personaje ficticio que aparece en los cómics de DC Comics. Fue creado por el guionista Bob Haney y la dibujante Ramona Fradon, haciendo su primera aparición en The Brave and the Bold #57 en enero de 1965. Es el padre de Sapphire Stagg y el principal antagonista en muchas de las historias relacionadas con Metamorfo (Rex Mason), a quien ve con desprecio, a pesar de ser el prometido —y eventualmente el esposo— de su hija.
Stagg es un poderoso y corrupto empresario, dueño de Stagg Enterprises, una corporación de alto nivel dedicada a la ciencia, la industria y la tecnología. Aunque no posee habilidades sobrehumanas, Simon es extremadamente inteligente, manipulador y ambicioso, cualidades que lo han llevado a realizar experimentos científicos no éticos, incluso en humanos, con el objetivo de consolidar su poder o eliminar amenazas a sus intereses. De hecho, fue en una expedición financiada por Stagg donde Rex Mason fue expuesto al misterioso Orbe de Ra, lo que lo transformó en el ser metamorfo.
Su relación con su hija Sapphire es ambivalente: aunque la ama a su manera, constantemente intenta controlar su vida personal y profesional, sobre todo interfiriendo en su relación con Rex. Simon es capaz de usar su riqueza y recursos científicos para chantajear, manipular y hasta experimentar con sus propios empleados o familiares, siempre en función de sus intereses personales.

## Historial de publicaciones
Simon Stagg apareció por primera vez en The Brave and the Bold #57 y fue creado por Bob Haney y Ramona Fradon.
Mark Waid, escritor de la serie limitada Metamorfo, comentó que "escribir a Simon Stagg siempre fue un camino de cuerda floja. Por un lado, no quieres que sea tan cómicamente malvado que sea una caricatura. Por otro lado, tienes para recordar que es un asqueroso absoluto. La clave para Stagg es no perder de vista el hecho de que hace casi todo lo que hace por el bien de su hija, independientemente de cuán locas puedan parecernos esas acciones".

## Biografía del personaje ficticio
Simon Stagg es el propietario sin escrúpulos y director ejecutivo de Empresas Stagg y el padre de Sapphire Stagg. El aventurero Rex Mason quería ganar la mano de Sapphire Stagg. Simon envió a Rex a Egipto para recuperar un meteoro referido como el Orbe de Ra. Sin el conocimiento de Rex, Simon hizo que su brutal guardaespaldas neandertal Java lo atacase y dejase por muerto. Afortunadamente, Rex estaba cerca del Orbe de Ra y fue expuesto a él llevando a su transformación en Metamorpho.
Algún tiempo después, Simon Stagg engañó a los Metal Men para que atacasen la Liga de la Justicia e hizo que Java detuviese a Red Rocket #4 y Animal Man. Resultó que Rex tenía un hijo bebé, que dañaba lo que tocaba. Metamorpho entregó al bebé a Simon, convencido de que iba a morir ahora, herido como Java en momentos anteriores.
Simon salió ileso ya que algo en su estructura genética lo protegió tal como lo había hecho con la madre del bebé. La postura de Simon se suavizó, y todos pudieron irse. Doc Magnus de los Metal Men ofreció sus servicios a Simon para crear nuevas armas para Java.
De camino a casa, los amigos de Metamorpho estaban desconcertados en cuanto a cómo sabía que Simon no se vería afectado por el niño. Metamorpho indicó que él había esperado que el bebé matara a Simon.
En Birds of Prey #51, Java se encontró con Canario Negro mientras buscaba ayuda para Sapphire. Su historia fue que Sapphire y Joey, el hijo de Metamorpho, habían sido atrapados en una explosión de laboratorio y se habían fusionado en un solo ser de energía que estaba vengándose de los antiguos colegas de Simon Stagg. En el volumen #52, se revela que no solo Sapphire y Joey se fusionaron, sino también Simon, y era él quien dirigía la venganza. Canario Negro se dio cuenta de que Java era en realidad Metamorpho, de alguna manera afectado para creer que era Java. Los tres fueron separados una vez más con Simon afirmando haber sido superado por la propia energía, incapaz de controlar sus acciones. Mientras termina el cómic, él se aleja de la reunión familiar feliz de comprobar en un clon creciente de Java.
En el one-shot Countdown to Infinite Crisis, Maxwell Lord, el villano de la historia, es visto hablando con Stagg en el teléfono.
En Weird Western Tales #71 (Mar 2010), Stagg apela a Joshua Turnbull (tatara-tatara-nieto de Quentin Turnbull) para ayudar a analizar un anillo de Linterna Negra que fue encontrado en la tumba de Don Hall y transportado por El Rayo. Él se va antes del ataque de los Linternas, y no está claro si sobrevivió al evento.

## En otros medios

### Televisión
- Simon Stagg apareció en Liga de la Justicia episodio "Metamorfosis" con la voz de Earl Boen.[6] Cuando algunos de los desarrollos de su compañía se volvieron peligrosos, Stagg quería crear al soldado supremo al que se refería como Metamorpho, para el Ejército de los Estados Unidos. Él hace que Java (con la voz de Richard Moll) contrabandeé algunos productos químicos en el país en el que uno de ellos filtró y casi provoca un accidente de tren que fue impedido por Linterna Verde. Como en los cómics, su empleado favorito Rex Mason estaba enamorado de la hija de Simon, Sapphire, de quien Stagg era celosamente protector. Con el fin de "proteger" a su hija, Simon probó los productos químicos en Rex, que se transformó en un mutante cambiante de forma. Al enterarse de que Simon era el responsable, fue tras él en lo que el primer intento le había congelado a temperaturas bajo cero. Cuando Simon mandó sus hombres a disponer de Metamorpho, él más tarde se liberó. Durante una pelea con Metamorpho en el próximo encuentro, un accidente hace que parte de la mente de Simon termine en un sintoide que arrasó toda Metrópolis. Cuando el sintoide fue destruido por Metamorpho, Simon Stagg despertó en el hospital gritando. Simon Stagg más tarde hizo un cameo en "Sólo un sueño" parte 1 entre los villanos en el sueño de John Dee.

- Simon Stagg aparece en Beware the Batman episodio "Cazado", con la voz de Jeff Bennett.[6] Él es uno de los ejecutivos corruptos perseguidos y secuestrados por el Profesor Pyg y el Señor Sapo para vengarse de un negocio de tierras en el que se involucró provocara daños graves al medio ambiente. Cuando Michael Holt y Alfred son capturados, ellos y Simon Stagg terminan cazados por el Profesor Pyg y el Señor Sapo. Alfred termina herido salvando a Simon Stagg de una trampa. Antes de que el Profesor Pyg y el Señor Sapo liquiden a los tres cautivos, Batman llega y lucha con Pyg y Sapo mientras Alfred saca a Stagg y Holt. En "Tóxico", Simon Stagg desaprueba la relación de Sapphire Stagg con el guardia de seguridad Rex Mason y creía que había criado a su hija para ser mejor. Usando un pasamontañas, Simon Stagg desató una alarma y atrajo a Rex Mason al laboratorio en el "Proyecto Metamorpho" donde le atrapó adentro y lo expuso a los productos químicos. A la llegada de Batman, Simon Stagg huyó del laboratorio y elimina un video de seguridad incriminatorio. Batman finalmente supo la verdad y le dijo todo a Metamorpho para atraerlo de nuevo a Industrias Stagg para que pueda ser curado. Simon Stagg le permitió a Batman acceder al Proyecto Metamorpho donde el antídoto no funcionaba. Después de que Metamorpho desapareció, Simon Stagg trató de echarle la culpa de la muerte de Metamorpho a Batman solo para que Batman le muestre a Sapphire Stagg las imágenes del papel de su padre en la creación de Metamorpho. Batman le deja el material incriminatorio del papel de Simon Stagg en la creación de Metamorpho a la policía. En "Aliados", Tobias Whale mencionó que Stagg fue detenido por la policía cuando Tobias Whale y su banda robaban uno de los almacenes de la empresa Stagg. En "Monstruos", Batman sospecha que Simon Stagg contrata y presta matones con armas y armaduras para sacar a la gente de la Antigua Gotham y comprar el territorio con fines de lucro. Él visita a Simon Stagg en su celda en la Penitenciaría Blackgate, pero Stagg niega estar involucrado en el plan. El culpable se reveló más tarde que es Sapphire que trata de impresionar a su padre. Batman le amenaza con parar mientras retiene la supervivencia de Rex de ella.

- Simon Stagg e Industrias Stagg Industries aparecen en un conjunto de medios de acción en vivo en Arrowverso:
  - En Arrow, la empresa de Simon Stagg se menciona como uno de los mayores benefactores de la firma de abogados de Dinah Laurel Lance. Stagg, sin embargo, ha decidido dejar de financiar la firma y coloca a la empresa en riesgo de cerrar hasta que Tommy Merlyn interviene y ayuda. Stagg es mencionado de nuevo en "Quemado" como ser una planta química que Luciérnaga incendió durante su juerga de asesinatos. Aquí es donde Arrow se enfrenta a por primera vez a Luciérnaga.

- - Simon Stagg apareció en The Flash interpretado por William Sadler.[7] Esta versión es un filántropo e inventor con motivaciones subyacentes más siniestras, así como un viejo conocido del Dr. Harrison Wells. En el episodio "El hombre más rápido del mundo", Danton Black apunta a Stagg por robar su investigación y atribuirse el mérito, lo que llevó a la muerte de la esposa de Black, aunque Flash salva al empresario. Stagg queda fascinado por el velocista y comienza a planear explotarlo, pero es asesinado por Eobard Thawne para evitar que Stagg interfiera en los planes del primero. A partir de los episodios "Out of Time" y "Rogue Time", el asesinato de Stagg sigue sin descubrirse y se informa que está desaparecido, y circulan rumores de que se convirtió en un recluso.

- Simon Stagg aparece en el episodio "Tríptico" de la serie animada Young Justice: Outsiders. Orquesta una red de tráfico de metahumanos hasta que finalmente es expuesto y arrestado. Mientras está en prisión, es visitado por Shade.

### Cine
- Simon Stagg aparece en la película de acción real Wonder Woman 1984 (2020), interpretado por Oliver Cotton. Esta versión es un inversionista comercial de Maxwell Lord que exige retirarse después de enterarse de que el negocio petrolero de este último es falso y lo degrada frente a su hijo. Más tarde, Lord absorbe el poder de la Piedra de los Sueños y visita a Stagg nuevamente para "disculparse" por haberlo engañado. Stagg es engañado para que desee que el negocio de Lord prospere y Lord, a su vez, le dice a Stagg que lo eliminará mágicamente y se hará cargo de su empresa. Cuando Lord deja su empresa, el FBI llega exigiendo ver a Stagg por supuesto fraude fiscal; un efecto secundario de la Piedra de los Sueños.

### Videojuegos
- Industrias Stagg de Simon Stagg es referenciada en  DC Universe Online . Cuando los jugadores del lado héroe encuentran un tótem de jaguar de jade durante su misión de detener a Catwoman, una voz en off de Catwoman menciona que la adquirió en Perú tratando de salvar a los jaguares de los asesinatos patrocinados de Industrias Stagg. La sede de Gotham de Empresas Stagg se puede encontrar en la sección de Otisburg de Gotham City.

- Simon Stagg aparece en Batman: Arkham Knight, con la voz de Philip Proctor. Su perfil del juego lo describe como un filántropo y empresario de Ciudad Central que está investigando la tecnología de la inoculación en el aire y ha sido acusado de violaciones de derechos humanos. Después de interrogar al Pingüino, Batman descubre que el Caballero de Arkham ha llevado a Barbara Gordon a Founder's Island, donde Stagg tiene sus laboratorios dirigibles. Tras infiltrarse en uno de los dirigibles de Stagg, Batman lo encuentra recluido contra su voluntad en contra de la milicia del Caballero de Arkham donde exigen algunos archivos específicos. Después de acabar con la milicia, Stagg le dice a Batman que su compañía ha estado desarrollando Generadores Nimbus como una tecnología de célula de energía limpia. Stagg le dice a Batman que El Espantapájaros está encuentra en la segunda aeronave. Después de una alucinación con el Joker como resultado del gas del miedo, algunos de la milicia recuperan la conciencia y traen a Stagg ante el Espantapájaros en la segunda aeronave. Batman descubre más tarde que Stagg y Jonathan Crane estaban trabajando en un proyecto llamado Aguacero hasta que Stagg le traicionó al ver que Jonathan Crane sigue operando como el Espantapájaros. Cuando la celda de Stagg se llena poco a poco de la toxina del miedo, Batman tuvo que trabajar para liberar a Stagg. Después de que los milicianos que lo custodiaban son derrotados, Batman exige una explicación de Stagg en la que afirmó que el Espantapájaros necesitaba ayuda con el Aguacero. Cuando la toxina del miedo entra, Stagg empieza a alucinar que algo trepa sobre él causando que Batman noqueé a Stagg. Batman más tarde regresa a la aeronave en la que derrota a la milicia antes de encontrar el escondite de Stagg después de salir de su celda. Stagg le dice a Batman que el Aguacero está rodeado de campos de nimbo y cualquier cosa que no corra con una célula de nimbo se freirá. Stagg le permite a Batman usar una célula de nimbo. Batman luego lanza a Stagg a otra celda mientras consigue una célula de nimbo. Más tarde se le ve en la comisaría, detenido en la celda de los supervillanos.